# Адам Ферґюсон
Адам Ферґюсон (9 червня 1723, Перт — 22 лютого 1816, Сент-Ендрюс) — шотландський економіст і політичний мислитель.

## Життєпис
Ферґюсон ходив до школи в Перті (Шотландія), а згодом навчався в Університеті Сент-Ендрю в Единбурзі. Після закінчення навчання став військовим капеланом. У 1745 році під час битви при Фонтенуа він відмовився підкоритися наказу відступити.
У 1754 р. відмовився від духовної діяльності. У січні 1757 р. Адам Ферґюсон став бібліотекарем юридичного факультету Університету Сент-Ендрю в Единбурзі. До нього цю посаду обіймав Девід Г'юм. У 1759 році він став професором натурфілософії в Единбурзькому університеті.
У 1767 році він опублікував свою першу працю «Нарис громадянського суспільства» . У 1776 році у відповідь на твори Річарда Прайса він анонімно опублікував репліку на підтримку вимог лондонського парламенту до колоністів.
У 1783 році була опублікована його історична праця «Історія розвитку та загибелі Римської республіки», присвячена історії стародавнього Риму.

## Політична та економічна думка
Ферґюсон був прихильником вільної торгівлі та вільного ринку. У політиці він був досить консервативним, хоча підтримував урядові реформи, запропоновані Монтеск'є.
Подібно до Томаса Гоббса, Бернара де Мандевіля та Девіда Г'юма (один із небагатьох авторів, які критикували Ферґюсона), Ферґюсон вважав, що егоїзм є рушійною силою суспільства, але він вірив — на відміну від деїста Г'юма — що все знаходиться під контролем божественного провидіння. За його словами, людство прямує до своєї долі та піднесеного кінця (supreme end). Водночас він також підтримував французьку теорію постійного прогресу в знаннях і людських навичках, яку пропагував у Франції насамперед Жан Кондорсе.

## Праці
- - An Essay on the History of Civil Society (1767)
  - The History of the Progress and Termination of the Roman Republic (1783)
  - Principles of Moral and Political Science; being chiefly a retrospect of lectures delivered in the College of Edinburgh (1792)
  - Institutes of Moral Philosophy (1769)
  - Reflections Previous to the Establishment of a Militia (1756)

## Зовнішні посилання
- Ферґюсон у проекті Ґутенберґ
- Нарис історії громадянського суспільства
- Адам Ферґюсон в Інтернет-бібліотеці Свободи